# 105-й пехотный полк (Великобритания)
105-й (Мадрасский лёгкий пехотный) полк (англ. 105th Regiment of Foot (Madras Light Infantry)) — пехотный полк Британской армии, существовавший с перерывами с 1766 по 1881 годы. Изначально находился в ведении Британской Ост-Индской компании.

## История
Полк был образован в 1766 году под названием 2-й Мадрасский Европейский полк (англ. 2nd Madras Europeans) на основе 1-го Мадрасского Европейского полка. Он насчитывал два батальона и нёс службу в Индии до 1799 года, прежде чем был расформирован. В 1822 году его восстановили в качестве 2-го батальона Мадрасского Европейского полка (англ. 2nd Battalion, The Madras European Regiment), но затем расформировали в 1830 году.
В 1839 году полк был снова воссоздан под названием 2-й Мадрасский (Европейский) полк (англ. 2nd Madras (European) Regiment), а в 1842 году переименован во 2-й Мадрасский (Европейский) лёгкий пехотный полк (англ. 2nd Madras (European) Light Infantry). В 1853 году полк был направлен в Бирму, где участвовал во Второй англо-бирманской войне, а в 1857 году участвовал в подавлении восстания сипаев. После того, как Армии президентств были переподчинены британской короне, в ноябре 1859 года полк был преобразован во 2-й Мадрасский лёгкий пехотный полк (англ. 2nd Madras Light Infantry), в сентябре 1862 года был включён в состав Британской армии как 105-й (Мадрасский лёгкий пехотный) полк (англ. 105th Regiment of Foot (Madras Light Infantry)), а в 1874 году отбыл в Англию.
В 1870-е годы были проведены реформы Кордуэлла, в соответствии с которыми полки из одного батальона связывались друг с другом так, чтобы у них была общая казарма и общий военный округ (для призыва жителей одного и того же региона). Так 105-й полк оказался связан с 51-м (2-м Западного райдинга Йоркшира) пехотным полком) и приписан к 8-му округу и казармам Понтефракт в Западном райдинге Йоркшира. 1 июля 1881 года, после вступления в силу положений реформ Чайлдерса, 105-й и 51-й пехотные полки были объединены в Личный Его Величества йоркширский лёгкий пехотный полк.

## Спорт
С 1874 по 1881 годы также существовала футбольная команда при 105-м пехотном полку, которая некоторое время участвовала в розыгрыше Кубка Англии.

## Командиры полка
2-й Мадрасский (Европейский) полк
- 1839: полковник Арчибальд Браун Дайс (англ. Archibald Brown Dyce)

105-й (Мадрасский лёгкий пехотный) полк
- 1862–1866: генерал-лейтенант Арчибальд Браун Дайс (англ. Archibald Brown Dyce)
- 1866–1881: генерал Джордж Александр Малкольм[англ.]